# Tina Kirkman
Tina Kirkman (Liverpool, 23 de diciembre de 1969) es una deportista australiana que compitió en judo. Ganó tres medallas en el Campeonato de Oceanía de Judo entre los años 1992 y 1996.

## Palmarés internacional
| Campeonato de Oceanía | Campeonato de Oceanía      | Campeonato de Oceanía | Campeonato de Oceanía |
| Año                   | Lugar                      | Medalla               | Categoría             |
| --------------------- | -------------------------- | --------------------- | --------------------- |
| 1992                  | Wellington (Nueva Zelanda) | Medalla de plata      | –48 kg                |
| 1994                  | Sídney (Australia)         | Medalla de oro        | –48 kg                |
| 1996                  | Wellington (Nueva Zelanda) | Medalla de oro        | –48 kg                |